# Menesida yoshikawai
Menesida yoshikawai là một loài bọ cánh cứng trong họ Cerambycidae.